# Onofre Marimón
Onofre Agustín Marimón (Zárate, 1923. december 19. – Nürburgring, 1954. július 31.) argentin autóversenyző, Formula–1-es pilóta.

## Pályafutása
1953-ban csatlakozott a Maserati gyári csapatához. Ígéretes tehetségnek tartották, majd miután Fangio a Mercedeshez távozott, Onofrere maradt a csapat vezetése. A brit nagydíjon 3. lett, látszott, hogy nagy dolgokra hivatott.

## Halála
Az 1954-es német nagydíj időmérő edzésén elvesztette uralmát Maseratija felett. Lesodródott a pályáról, és életét vesztette. Barátja és honfitársa, Fangio szemtanúja volt barátja tragédiájának. Látta, amint Marimon elveszti uralmát a hatos rajtszámú Maserati fölött, s kisodródik a pályáról. Ekkor gyorsan a boxba hajtott, hogy tájékoztassa a csapatot a történtekről. Gonzalez és Fangio a baleset helyszínére igyekeztek, ekkorra azonban a nézők már körbeállták Marimon autóját, akinek az életét már nem lehetett megmenteni.

## Eredményei

### Teljes Formula–1-es eredménysorozata
(Táblázat értelmezése)

(Félkövér: pole-pozícióból indult; dőlt: leggyorsabb kört futott) 

| Év   | Csapat                    | 1      | 2   | 3      | 4      | 5     | 6      | 7      | 8      | 9      | Helyezés | Pont |
| ---- | ------------------------- | ------ | --- | ------ | ------ | ----- | ------ | ------ | ------ | ------ | -------- | ---- |
| 1951 | Scuderia Milano           | SUI    | 500 | BEL    | FRA Ki | GBR   | GER    | ITA    | ESP    |        | –        | 0    |
| 1953 | Officine Alfieri Maserati | ARG    | 500 | NED    | BEL 3  | FRA 9 | GBR Ki | GER Ki | SUI Ki | ITA Ki | 11.      | 4    |
| 1954 | Officine Alfieri Maserati | ARG Ki | 500 | BEL Ki | FRA Ki | GBR 3 | GER Ni | SUI    | ITA    | ESP    | 13.      | 4,14 |

## Külső hivatkozások
- Profilja a grandprix.com honlapon (angolul)
- Profilja a statsf1.com honlapon (angolul)

1. ↑  Find a Grave (angol nyelven). Find a Grave . (Hozzáférés: 2017. október 9.)